# Gerard Altmann

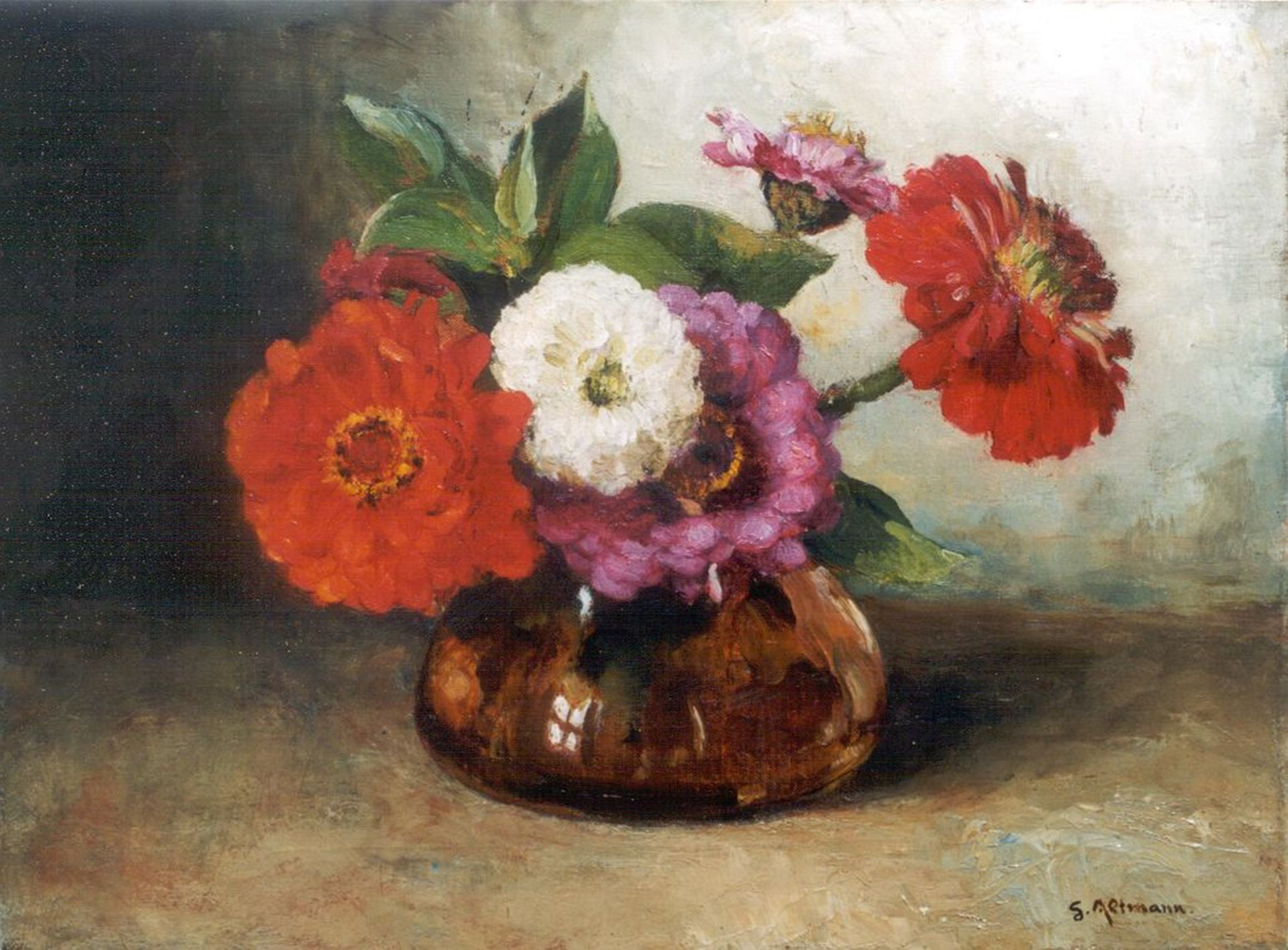
Blumenstillleben

Gerard Altmann  (* 25. Mai 1877 in Rotterdam; † 17. August 1940 ebenda) war ein niederländischer Maler, Zeichner, Aquarellist und Grafiker.
Altmann begann seine Malerausbildung unter der Leitung von Jan de Jong und studierte von 1901 bis 1904 an der Academie voor Beeldende Kunsten in Rotterdam unter der Leitung von Jan Striening, Frederik Nachtweh, Alexander van Maasdijk und Ferdinand Gustaaf Willem Oldewelt. 
Sein Schaffen war von der Haager Schule beeinflusst. Er war Mitglied von Arti et Amicitiae in Amsterdam. 
Er malte oft Polderlandschaften mit Kühen und Schafen, manchmal auch Hafenansichten, Porträts, Stillleben und Innenräume. In späteren Jahren arbeitete er viel auf Oostvoorne auf der südholländischen Insel Voorne-Putten.